# Scopula fulvilinea
Scopula fulvilinea là một loài bướm đêm trong họ Geometridae.